# Legal Dungeon
『Legal Dungeon』（リーガルダンジョン）は、韓国のゲームクリエイターであるSomiが開発し2019年5月6日に発売したゲームソフトで、「罪悪感三部作」と称する作品群の第2作目。
表題は初出のMicrosoft Windows/macOS版のもので、日本のNintendo Switch/iOS/Android/PlayStation 4/Xbox One版はカタカナの『リーガルダンジョン』表記で発売されている。

## 概要
警察署の警部補である主人公が被疑者の起訴・不起訴の判断を検察庁に示すための意見書を作成する過程が主題となっている。警察を題材とする一般的なゲームソフトでは事件の捜査を行う場合が多いが、本作では捜査終了後に作成された書類から事件を読み解き、最後に被疑者への聴取を経て結論を得る。この最後の聴取パートについて本作では「ダンジョン」と呼称し、不利な側がダメージを受けるなどRPGの戦闘を模した演出で表現される。物語の中では、扱う犯罪の重大性に応じて加点され獲得点数が多いほど評価されるという成果主義に大きく依存する警察組織の暗部が描かれている。
ゲーム内で表示される文章は、2019年5月6日に発売された初出のMicrosoft Windows・MacOS版の時点で日本語に対応しているが、同年6月のアップデートにより日本語文章が全面的に改訂された。この文章は、『グノーシア』などを開発しているゲーム制作サークルのプチデポットでプログラム等を担当するしごととキャラクターデザイン等を担当することりが手掛けている（詳細は後述）。
韓国語版では韓国が舞台で登場人物は韓国人だが、日本語版では日本が舞台で登場人物も日本人に変更されている。以降の文章では、日本語版の内容を基に記述する。なお、この設定変更の関係から、作中では、自動車が右側通行していたり、後述のように日本で運用されていない法律が適用されたりなど、日本の実情と異なる場面がある。

## システム
意見書の作成は、捜査書類に記載されている文章の一部からキーワードとなる部分を画面右側の所定位置にドラッグすることで行う。また、青色で表示されている用語や事件番号などを画面左上の検索欄にドラッグすると詳細を説明するウィンドウが開く。画面下に表示されているキャラクターの「あおい」は、プレイヤーに向けたアドバイスを適時行う。
意見書作成の前半パートでは被疑者の個人情報や事件の経緯など基本的な要素を入力し、その後に後半のダンジョンパートに移る。このパートでは主人公と被疑者（ここでは「敵」と表示）にそれぞれライフが設定されており、入力した情報が被疑者に不利ならばダメージを与え有利ならばノーダメージとなる。また、不正解の情報の入力時には主人公が一定確率でダメージを受け、ライフが0になればゲームオーバーとなる。全てのやり取りの終了時に被疑者のライフが0ならば起訴（一部例外あり）、1以上ならば不起訴と判断される。
意見書の作成後は検察と司法の判断が示される。ここでは検察に関する「成果ランク」と司法に関する「法機関評価」の2つの指標があり、警察の意見と一致すれば上昇、不一致ならば下降する。
エンディングは、ゲームオーバーを含め14種類あり、到達するまでのルートはフローチャート形式で表示される。主人公が扱う事件は後述のように8つあるが、それぞれの起訴・不起訴の結果などにより物語のルートが分岐する。前述の「成果ランク」と「法機関評価」の条件を満たさなければ先へ進めない箇所もある。一部のルートの通過時には鍵が手に入り、施錠されているフローチャートのマスを選択することで新たなエピソードの閲覧が可能となる。

## 事件概要
プロローグ「ポリ公」
中央警察署内の事務室で詐欺罪容疑の取り調べを受けていた大嶋伸也は、取調官に向けて「このポリ公！」と叫ぶ。取調官はこれが侮辱罪にあたると判断し告訴する。
第一章「高い塀」
70代の無職の山本孝之と中学生の孫娘の宮城真理は、公共の配布スタンドに置いてあったフリーペーパー「ほっとウォッチ！」50部をリヤカーに積んで持ち去ろうとし、これを目撃した通行人の通報により山本が窃盗罪の容疑で逮捕される。被疑者側は、古紙回収の一環で行ったものでそれが犯罪になるとは知らなかったと供述している。一方、フリーペーパーを作成した被害者側は、盗んだものを返してほしいと語るも同情心を抱いており処罰感情が薄い。
第二章「光の列車」
睡眠薬の多量摂取により自殺した人物についての陳情が中央警察署に寄せられる。陳情書では、自殺者が自殺系サイト「甘美ナル死」を通じて薬を購入したと思われるため、同サイトで薬の販売を呼びかけていた「死神」と名乗る人物を処罰してほしいと訴えている。自殺幇助罪による被疑者となった看護師の小太刀慎二は、自身が「死神」の名前で薬の販売に関する書き込みをしたことを認める一方で、実際には薬を入手できる立場になく当該の自殺者には薬を販売していないと供述している。
第三章「保護義務」
館石市役所の前で男性の変死体が発見される。低体温症の影響による死とみられている。監視カメラには夜間に変死者を運びその後立ち去る者の姿が映っていた。被疑者となった市役所職員の古家一博は夜勤での見回り中に当該人物を発見し、当時意識不明だったとは気づかず泥酔したホームレスだと思って運んだと供述している。また、警察などに通報せず放置した理由については、市役所側で定めた安全規則（正当な理由なく施設内で野宿する者を外部へ退去させることができるという規定）に従っただけと主張している。
この事件は、古家の行動が遺棄致死罪に該当するかどうかに加え、公務員として適切な対応だったのかも焦点となる。
第四章「釣り」
職業不詳の犬飼紀夫は、公園で寝ていた泥酔状態の人物から財布を盗み、現場に張り込んでいた警察官により窃盗の現行犯で逮捕される。財布の中には何も入っておらず被害総額は財布の時価の300円のみ。
犬飼が罪を認め争点がないことから意見書の作成は早々に終了するはずだったが、ここで警察の不正を調べている記者の東沙織が現れ、今回警察が実行したおとり捜査の手法（泥酔者を介抱せずに窃盗犯を待つこと）に問題があるとして犬飼を弁護し始める。おとり捜査は、犯意のない者に意図的に犯意を生じさせる「犯意誘発型」と犯意を持つ者に犯行の機会のみを与える「機会提供型」の2種類に分類され、本作の中では前者が違法、後者が適法とされている。捜査の正当性を説明できるかが本件の主題となる。
なお、第四章以降ではダンジョンパートにおいて30分の時間制限が設けられており、時間内に完了できなければゲームオーバーとなる。
第五章「不必要な犯人」
求職活動中で無職の西尾瑠奈が中央警察署を訪れ、昨晩に人を殺したと自首する。西尾の供述によると、路上に寝ていた70代の老人から財布を抜き取ったところ老人と目が合ったため、咄嗟にポケット内の果物ナイフを手に取って首元を刺しその場から逃走したという。しかし、その後に作成された警察の捜査書類には、証拠はおろか被害者の遺体すら発見できなかったことが記されている。
この事件では強盗殺人罪での送致を目指すが、本人の自白が唯一の証拠の場合は有罪にできないとする補強法則の原理、および供述内に虚構申告がなかったかについての考慮を要する。
第六章「選ばれし犯人」
夫から暴行を受けているという女性の通報を受け警察が現場の住居に向かう。そこでは唇に痣ができた状態の女性が失神しており、6歳の息子から父が母の顔を手で殴打したとの供述があったため、その場にいた夫で歯科医師の鳥居祐一を暴行罪容疑の現行犯で逮捕する。救急搬送中に目を覚ました女性は暴行された原因について、夫の歯科医院で自身が男性患者と笑顔で話しているところを見られたためと語っている。その後、警察は鳥居と妻を同席させた状態で取り調べを行い、鳥居は暴行容疑を否認、妻も一転して暴行の事実を否定し夫の処罰を望んでいないと供述する。
本件では、一部の罪状において被害者が加害者の処罰を望まない意思を示した場合は公訴を提起できないとされる反意思不罰罪の概念が焦点となる（なお、反意思不罰罪は韓国の法制度下のものであり、日本の刑法には存在しない）。暴行罪は反意思不罰罪に該当するため、現状では鳥居を起訴できない。よって、起訴相当とするためには反意思不罰罪に当たらない別の罪状を適用する必要がある。
第七章「生来性犯罪者」
第六章の鳥居祐一が再び被疑者となる。鳥居は自動車の助手席に妻を乗せ高速道路を走行していたが、出口付近にあったコンクリート構造物に車体が衝突し、その衝撃で外に投げ出された妻が死亡、鳥居も重傷を負う。事故翌日に鳥居の入院先で行われた高速道路交通警察隊（高速隊）による尋問において、鳥居は事故直前に居眠りをしてしまったとして自身の過失を認め、高速隊は犯罪との関連性がない業務上過失案件と結論付ける。その翌日には中央警察署による捜査が行われる予定だったが、妻は既に火葬され事故車は廃車となっていたため捜査続行を断念、一方で、妻に複数の生命保険加入履歴があり死亡時に総額5億円が鳥居に支給される手筈になっていたことを把握する。
今回の件では、不注意な運転による業務上過失致死罪ではなく、故意的に妻を殺害したとする殺人罪の適用を目指す。また別件として、第一章の被疑者だった山本孝之を殺害した容疑についても尋問することになる。

## 主な登場人物
清崎 蒼（韓国語版：전경、英語版：Jane Blue）
中央警察署刑事課捜査係長、警部補。25歳。主人公。ゲーム内では意見書作成時のみ台詞が表示される。
警察大学校出身のエリートで、着任後、以下3人の部下とともに成果主義の制度に身を投じていく。
なお、Somiが2024年に発売したソフト『未解決事件は終わらせないといけないから』に同名人物が登場するが、関係性は不明。
原田 哲男（韓国語版：고복수、英語版：George Vetta）
中央警察署刑事課捜査係、巡査部長。55歳。
清崎の判断に度々意見しつつ、点数稼ぎを積極的に推し進める。
川口 英次（韓国語版：박정달、英語版：Patrick Moon）
中央警察署刑事課捜査係、巡査長。41歳。
勤務歴が長いにもかかわらず巡査長の地位に甘んじていることに不満を抱き、昇進を強く望んでいる。
渋川 順平（韓国語版：전강、英語版：Frank Rivers）
中央警察署刑事課捜査係、巡査。29歳。
成果主義に浸かる警察組織の体制に反発し、周囲から疎まれている。
小太刀 政広（韓国語版：전낙관）
七里希望病院の会長。中央警察署において警察発展委員長も務める。第二章の被疑者である小太刀慎二は息子。
多方面で強い影響力を持ち、時に警察に対して便宜を図る。
白澤 裕（韓国語版：한동진）
館石地方検察庁の検事。
中央警察署から送致された事件を担当する。
東 沙織（韓国語版：김윤주）
「館石ジャーナル」の記者。
企業や公共機関に対して取材を強行する人物として知られている。

## 開発
開発者のSomiは、大学で法学を専攻し法執行に関連する事務所に就職した経歴を持っている。Somiによると本作の内容の9割が自身の実体験からくるもので、ドラマチックにした部分はあるものの大まかなテーマは変わっていないという。また、作品内で扱われている法律や事件は韓国の実際のものに基づいており、要所で表示される様々な判例は韓国でよく知られる重要な事件を参考としている。
本作のアイデアは、韓国の陽川警察署長がソウル地方警察庁長官に辞任を迫ったという2010年6月29日付のニュース記事がきっかけとなっている。陽川警察署では、逮捕者数を増やそうと無実の被疑者を拷問した警察官4人が逮捕されるという事件が発生したが、署長は、事件の原因は警察庁指揮部による検挙実績強要にあると訴えている。Somiは、逮捕者数が警察官のパフォーマンス評価において依然として最も重要な基準になっていると考えている。
前述のように、改定後の日本語文章はプチデポットのしごととことりが手掛けている。2人は本作を発売当初からプレイしていたが、内容の面白さを実感しつつも日本語訳のニュアンスが伝わりづらいと感じていたことからSomiに直接連絡してローカライズ（リライト）の話を持ちかけSomiがこれを承諾、『グノーシア』が発売される2019年6月の直前の時期に2週間から1か月の期間を費やして作業を行った。なお、Somiから翻訳代を支払う申し出があったものの、2人は翻訳をやるのが楽しかったのでノーギャラにしたと語っている。

## 文章を引用した作品
クレジットでは、本作内で用いられている一部文章の引用元として以下の作品が挙げられている。
- 小説『あなたの人生の物語』（テッド・チャン）におけるフェルマーの原理（ピエール・ド・フェルマー）の記述
- 政治書『君主論』（ニッコロ・マキャヴェッリ）
- 小説『私の心臓を撃て』[注 4]（チョン・ユジョン）における小説『高い窓』（レイモンド・チャンドラー）の記述
- 小説『罪と罰』（フョードル・ドストエフスキー）
- 書籍『十一階段』（チェ・サジャン）
- 映画『拍手する時に去れ』（チャン・ジン監督）

## 評価
- BitSummit 7 Spirits 「インターナショナルアワード賞」「革新的反骨心賞」ノミネート[10]